# Signore della guerra

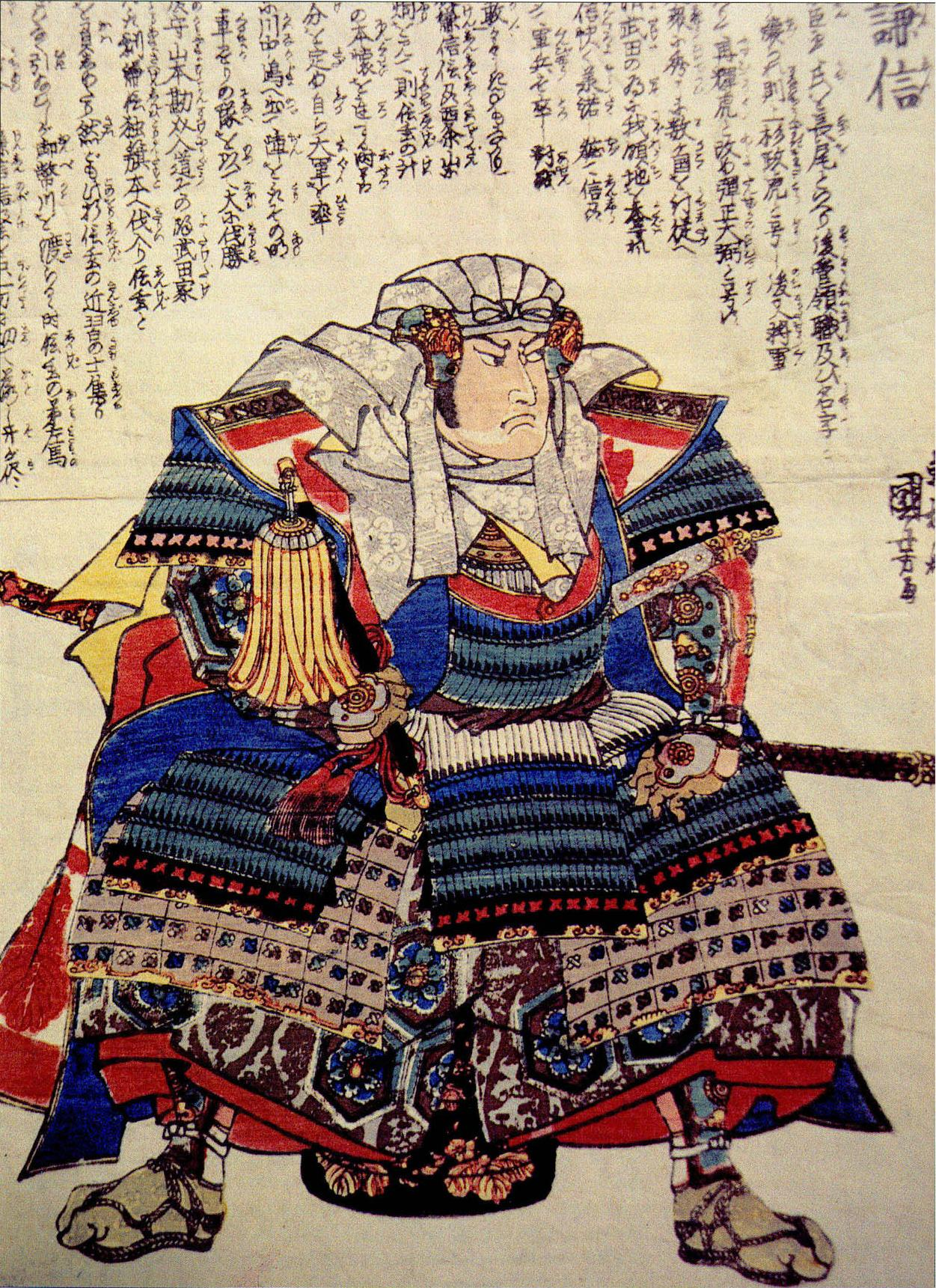
Uesugi Kenshin era uno dei più potenti signori della guerra nel Giappone del periodo Sengoku

Un signore della guerra è una persona che riesce a esercitare un controllo quasi assoluto su certe aree grazie alle proprie risorse militari private.
In epoca contemporanea signori della guerra appaiono frequentemente in stati falliti, in cui le autorità governative centrali e nazionali sono crollate o esistono solo formalmente, senza effettivo controllo sul territorio dello Stato. I capitani di ventura tipici del rinascimento italiano possono essere considerati signori della guerra in quanto grazie alla propria forza militare erano in grado di fare concorrenza alle istituzioni statali. In maniera analoga, l'incastellamento seguito al crollo dell'Impero Romano può essere considerato un fenomeno affine, dove un signore esercita de facto un potere di natura politica conseguente ad una forza militare radicata sul territorio.

## Definizione
Signore della guerra è un termine coniato per descrivere il caos che regnava in Cina nel periodo che inizia con la morte di Yuan Shikai nel 1916 e si conclude nel 1926 con la spedizione verso nord delle forze nazionaliste del Kuomintang. Guidati da Chiang Kai-shek i nazionalisti riuscirono a ristabilire l'ordine nella Cina meridionale e settentrionale, costituendo infine la Repubblica cinese. Questo periodo è appunto conosciuto come il Periodo dei signori della guerra. Può tuttavia essere usato per descrivere periodi o epoche simili in altri paesi, come ad esempio in Giappone durante la vasta crisi politica dell'Epoca Sengoku, ancora in Cina durante il periodo dei Tre Regni nel III secolo d.C. o in Somalia durante la guerra civile che scoppiò nel 1991.

## Etimologia
L'espressione "signore della guerra" deriva dall'inglese warlord che a sua volta deriva dal tedesco Kriegsherr, un titolo ufficiale attribuito all'imperatore tedesco. Il suo utilizzo per i comandanti militari cinesi risale agli inizi degli anni venti, con il giornalista Bertram Lenox Simpson come una delle prime fonti, secondo l'Oxford English Dictionary.

## In Cina
Il periodo dei signori della guerra (军阀时代S, jūnfá shídàiP) fu il periodo della storia della Cina, dal 1916 al 1928, in cui il paese era diviso tra cricche militari nelle regioni della Cina continentale di Sichuan, Shanxi, Qinghai, Ningxia, Guangdong, Guangxi, Gansu, Yunnan e Xinjiang. Il periodo dei signori della guerra durò dalla morte di Yuan Shikai, avvenuta nel 1916, fino al 1928, con la conclusione della Spedizione del Nord che sancì la riunificazione della Cina. Tuttavia, quando i vecchi signori della guerra, come Wu Peifu e Sun Chuanfang, furono deposti, emersero nuovi minori signori della guerra negli anni trenta e quaranta. Il nuovo governo centrale lottò per mantenere i suoi alleati sotto controllo, ma fu comunque un grande problema per il Kuomintang, sia durante la seconda guerra mondiale che dopo la guerra civile. Alcune delle guerre combattute dai signori della guerra più importanti dopo il 1928, tra cui la guerra delle Pianure centrali, coinvolsero quasi un milione di soldati. La divisione del paese continuò anche dopo il periodo dei signori della guerra fino alla caduta del governo nazionalista alla fine della guerra civile cinese.

## In Afghanistan
Durante l'ultima guerra terminata nel 2021, hanno operato diverse fazioni militari locali capitanate da signori della guerra: Abdul Rashid Dostum, Mohammed Fahim, Ismail Khan, Abdul Rasul Sayyaf, Abdullah Abdullah.